# Alimento terapêutico
O alimento terapêutico, comercializado sob nomes como Plumpy'Nut, é usado principalmente no tratamento da desnutrição aguda grave em crianças de 6 meses a 5 anos de idade. Também pode ser utilizado em adultos com desnutrição. Apresenta-se em forma de pasta ou biscoito e pode ser consumido diretamente, sem necessidade de preparo. O tratamento, na maioria dos casos, pode ser feito em casa, sendo eficaz em mais de 90% das situações.
Cada embalagem contém cerca de 500 calorias, além de micronutrientes essenciais. A dose típica recomendada para crianças é de 150 a 220 kcal/kg/dia, até a recuperação completa. O produto é geralmente composto por amendoim, açúcar, leite em pó, óleo, vitaminas e minerais. Outros ingredientes possíveis incluem grão-de-bico ou soja. O alimento apresenta concentrações elevadas das vitaminas A, D e E para suprir deficiências comuns nesse público. Deve-se evitar sua contaminação por Salmonella e aflatoxinas.
O alimento terapêutico foi desenvolvido no final da década de 1990 por André Briend, e sua distribuição comercial começou na década de 2000. Em 2022, mais de 5 milhões de crianças foram beneficiadas por esse produto, o que resultou na prevenção de milhões de mortes. O UNICEF distribui mais de 75% do total de alimentos terapêuticos, em parceria com ministérios da saúde e organizações não governamentais. Esse alimento integra a Lista de Medicamentos Essenciais da Organização Mundial da Saúde. O custo de 150 unidades de 92 gramas varia entre US$ 40 e US$ 60 (valores de 2022). O produto pode ser armazenado por pelo menos dois anos e não requer refrigeração.